# Julius Reubke

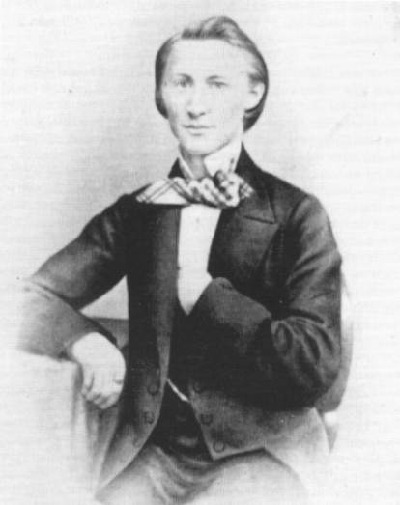
Julius Reubke

Julius Reubke (Hausneindorf, 23 maart 1834 - Pillnitz, 3 juni 1858) was een Duitse pianist, componist en organist.
Hij was de zoon van een orgelbouwer en had contacten met hoge componistenkringen, onder andere met Franz Liszt en Hans von Bülow.

Hoewel hij jong gestorven is zijn er toch een paar interessante werken van hem overgebleven, waaronder een sonate voor orgel gebaseerd op de 94ste Psalm.